# Championnat du Malawi de football 2014
Navigation
Saison précédente Saison suivante
La saison 2014 du Championnat du Malawi de football est la 29e édition de la Super League, le championnat de première division malawite. Elle se déroule sous la forme d’une poule unique avec quinze formations, qui s’affrontent à deux reprises. En fin de saison, les trois derniers du classement sont relégués et remplacés par les trois meilleurs clubs de deuxième division malawite.
C'est le club du FC Bullets qui remporte le championnat cette saison, après avoir terminé en tête du classement final, avec neuf points d'avance sur Moyale Barracks FC et douze sur Blue Eagles. C'est le onzième titre de champion du Malawi de l'histoire du club.
La fin de saison dernière a été agitée puisque des heurts entre supporters des équipes de Silver Strikers et Mighty Wanderers font une victime, lors de la dernière journée de championnat. Le match est arrêté et la fédération demande qu'il soit rejoué à huis clos, en février 2014, après plusieurs reports. Les sanctions décidées par les instances du football malawite, d'abord sous forme de suspension du championnat, sont finalement transformées en points de pénalité, applicable lors de cette saison : 9 points pour Silver Strikers, 6 pour les Mighty Wanderers.

## Les clubs participants
- FC Bullets
- Moyale Barracks FC
- Blue Eagles FC
- CIVO United
- Silver Strikers
- Red Lions Zomba
- MAFCO FC
- ADMARC Tigers
- MTL Wanderers
- Kamuzu Barracks FC
- EPAC United
- Airborne Rangers - Promu de D2
- Blantyre United
- Chikwawa United - Promu de D2
- Karonga United - Promu de D2

## Compétition

### Classement
| Rang | Équipe                 | Pts | J  | G  | N  | P  | Bp | Bc | Diff |
| ---- | ---------------------- | --- | -- | -- | -- | -- | -- | -- | ---- |
| 1    | FC Bullets             | 62  | 28 | 18 | 8  | 2  | 45 | 18 | +27  |
| 2    | Moyale Barracks FC     | 53  | 28 | 16 | 5  | 7  | 44 | 25 | +19  |
| 3    | Blue Eagles FC         | 50  | 28 | 15 | 5  | 8  | 51 | 30 | +21  |
| 4    | CIVO United            | 45  | 28 | 12 | 9  | 7  | 35 | 27 | +8   |
| 5    | Silver Strikers'T'C -9 | 42  | 28 | 15 | 6  | 7  | 48 | 26 | +22  |
| 6    | Red Lions Zomba        | 42  | 28 | 12 | 6  | 10 | 31 | 30 | +1   |
| 7    | MAFCO FC               | 41  | 28 | 11 | 8  | 9  | 50 | 38 | +12  |
| 8    | ADMARC Tigers          | 41  | 28 | 11 | 8  | 9  | 34 | 26 | +8   |
| 9    | MTL Wanderers -6       | 37  | 28 | 13 | 4  | 11 | 26 | 22 | +4   |
| 10   | Kamuzu Barracks FC     | 36  | 28 | 10 | 6  | 12 | 30 | 30 | 0    |
| 11   | EPAC United            | 30  | 28 | 6  | 12 | 10 | 21 | 32 | -11  |
| 12   | Airborne RangersP      | 30  | 28 | 8  | 6  | 14 | 36 | 48 | -12  |
| 13   | Blantyre United        | 21  | 28 | 5  | 6  | 17 | 19 | 44 | -25  |
| 14   | Chikwawa UnitedP       | 20  | 28 | 5  | 5  | 18 | 23 | 56 | -33  |
| 15   | Karonga UnitedP        | 16  | 28 | 4  | 4  | 20 | 25 | 66 | -41  |

|  | Qualification pour la Ligue des champions de la CAF 2015                          |
|  | Relégation directe en deuxième division                                           |
|  | T : Tenant du titre C : Vainqueur de la Coupe du Malawi P : Club promu de Ligue 2 |

## Bilan de la saison
| Championnat du Malawi de football 2014                             |                        |
| Champion                                                           | FC Bullets (11e titre) |
| Coupes et trophées                                                 |                        |
| Vainqueur de la Coupe du Malawi 2014                               | Silver Strikers        |
| Qualifications continentales                                       |                        |
| Ligue des champions de la CAF 2015                                 | FC Bullets             |
| Coupe de la confédération 2015                                     | Aucun                  |
| Promotions et relégations                                          |                        |
| Promus en Super League                                             | Dedza Young Soccer     |
| Promus en Super League                                             | Surestream Academy     |
| Promus en Super League                                             | Mzuzu University FC    |
| Relégués en Championnat du Malawi de football de deuxième division | Blantyre United        |
| Relégués en Championnat du Malawi de football de deuxième division | Chikwawa United        |
| Relégués en Championnat du Malawi de football de deuxième division | Karonga United         |